# Huéscar
Huéscar település Spanyolországban, Granada tartományban. Huéscar Puebla de Don Fadrique, Orce, Galera, Castilléjar, Castril, Santiago-Pontones, Segura de la Sierra és Nerpio községekkel határos. Lakosainak száma 7234 fő (2024).

## Népesség
A település népessége az elmúlt években az alábbi módon változott:
| Lakosok száma | 8103 | 8186 | 8212 | 8232 | 8131 | 7772 | 7609 | 7253 | 7236 | 7234 |
|               | 2001 | 2004 | 2006 | 2009 | 2011 | 2014 | 2016 | 2019 | 2021 | 2024 |